# Gustav Hansen (politiker)
 For alternative betydninger, se Gustav Hansen. (Se også artikler, som begynder med Gustav Hansen)
James Gustav Hansen (29. august 1843 på Øregård, Gentofte Sogn – 16. marts 1912) var etatsråd og politiker.
Gustav Hansen var søn af etatsråd, grosserer A.N. Hansen og hustru f. Grut og bror til sagfører Octavius Hansen og læge Edmund Grut. Han blev student fra Metropolitanskolen 1862, cand.jur. 1869, var medejer af godset Gamalstorp i Vestergøtland 1870 og af Tirsbæk i Jylland 1873, grosserer i København fra 1871 i firmaet Jørgen Bech & Sønner, medlem af Sø- og Handelsretten 1878-91, Landstingsmand for Højre 1896-1906, medlem af Københavns Havneråd, af Landmandsbankens bankråd fra 1897 og af direktionen for Det kgl. octroyerede Sø-Assurance Kompagni fra 1882. Han var Ridder af Dannebrog.
Han var gift m. Louise Hansen, f. 16. december i København, datter af cand.jur. Bull. Hun var formand for Kvindernes Handels-og Kontoristforening og for dennes sygekasse til 1909.